# Derby Eterno de Macedonia del Norte
El Derby Eterno de Macedonia del Norte es la mayor rivalidad de fútbol que existe en la República de Macedonia del Norte entre los dos equipos más populares del país: el FK Vardar y el FK Pelister.

## Historia
Ambos equipos cuenta con la rivalidad más violenta del país, la cual se acrecienta por las ultras de ambos clubes y la rivalidad inició en la temporada 1989/90 cuando el país formaba parte de Yugoslavia en un partido entre el FK Vardar con el Estrella Roja de Belgrado debido a que los aficionados de la capital Skopie atacaron a unos pocos aficionados de la ciudad de Bitola (ciudad del club FK Pelister).
El primer incidente entre ambos equipos se dio en agosto de 1990 en la Segunda Liga de Yugoslavia, con lo que inició la rivalidad tanto de los equipos como de los grupos de aficionados de ambos equipos.

## Comparación
| Major honours won | Major honours won | Major honours won |
| Torneo            | Vardar            | Pelister          |
| ----------------- | ----------------- | ----------------- |
| 1. MFL            | 10                | 0                 |
| Copa              | 5                 | 2                 |
| Total             | 15                | 2                 |

## Jugadores que estuvieron en ambos equipos
| - Goce Aleksovski - Jovica Anđelković - Nikola Avramovski - Almir Bajramovski - Dejan Blazhevski - Dragan Bocheski - Zoran Boshkovski - Sasha Kjirikj - Mile Dimov - Ilir Elmazovski - Simeon Hristov - Kire Grozdanov | - Dragi Kanatlarovski - Nikola Karchev - Pece Korunovski - Vlatko Kostov - Blagoja Kuleski - Borche Manevski - Gorazd Mihajlov - Petar Miloshevski - Sasho Miloshevski - Gjorgji Mojsov - Zlatko Nastevski - Tome Pachovski | - Igor Pavlović - Sasho Petrovski (en el Vardar como juvenil) - Bogoljub Ranđelović - Vasko Raspashkovski - Toni Savevski (en el Pelister como juvenil) - Zhanko Savov - Boško Stupić - Milan Todorovski - Aco Vasilevski - Toni Veljanovski - Dragan Veselinovski |